# Denis Čeryšev
Denis Dmitrievič Čeryšev (in russo Денис Дмитриевич Черышев?; traslitterazione anglosassone: Denis Dmitriyevich Cheryshev; Nižnij Novgorod, 26 dicembre 1990) è un calciatore russo centrocampista svincolato.

## Biografia
Figlio di Dmitrij Čeryšev, è in possesso anche del passaporto spagnolo.

## Caratteristiche tecniche
Di ruolo ala, può giocare anche come esterno di centrocampo che predilige giocare sulla fascia sinistra che dispone di buona tecnica, agilità, visione di gioco e velocità. È di piede sinistro, dotato di potenza di tiro, le sue capacità realizzative vengono messe in risalto principalmente quando sfrutta le opportunità in area di rigore, inoltre sà calciare bene di prima intenzione.

## Carriera

### Club

#### Real Madrid e i prestiti
Cresciuto calcisticamente in Spagna, dove giocava il padre Dmitri, dal 2009 Čeryšev gioca nella seconda serie spagnola con la seconda squadra del Real Madrid. Nella stagione 2012-2013 ha anche giocato una partita in Coppa del Re con la prima squadra.
Il 2 settembre 2013 passa in prestito al Siviglia. Il 28 giugno 2014 da poco rientrato dal prestito del Siviglia, viene girato in prestito al Villarreal, con cui segna 2 gol in 8 partite in Europa League e 4 gol in 26 partite nella massima serie spagnola.
Il 2 dicembre 2015 segna il primo gol nella sfida di Coppa di Spagna contro il Cadiz (poi finita 3-1), partita per la quale era squalificato dalla precedente stagione; questo ha comportato la squalifica del Real Madrid dalla suddetta competizione. Il 1º febbraio 2016 viene ceduto in prestito breve al Valencia.

#### Ritorni al Villarreal e al Valencia
Nelle due stagioni seguenti gioca per il Villarreal, che lo preleva al prezzo di 8 milioni di euro e con il quale il russo sigla un contratto quinquennale.
A seguito delle buone prestazioni nei mondiali del 2018, il 14 agosto, il Valencia lo preleva nuovamente, ancora con la formula del prestito. Durante la stagione grazie alle sue prestazioni ed alle due reti realizzate in campionato permette al club di piazzarsi al quarto posto e di ottenere la qualificazione in UEFA Champions League, vincendo anche la coppa nazionale contro il Barcellona.
Il 29 giugno 2019 viene esercitato, da parte dei valenciani, il riscatto del suo cartellino per una cifra di 6 milioni €.
Il ritorno in non è alquanto positivo come la prima stagione a causa di vari infortuni che caratterizzeranno le sue successive 3 stagioni.

#### Venezia
Il 31 agosto 2022 firma un contratto biennale, con opzione per il terzo anno, per il Venezia. L'11 settembre esordisce nel campionato italiano nella partita in casa della SPAL, persa dai lagunari per 2-0, in cui subentra a Mickaël Cuisance nella ripresa. Il 1º ottobre con una doppietta trascina il Venezia al successo in casa del Cagliari (4-1), firmando i primi gol italiani.

### Nazionale
Debutta con la nazionale Under-21 il 6 settembre 2011, in una vittoria esterna per 0-2 contro la Polonia, in cui va anche in rete. In carriera ha giocato complessivamente 11 partite nelle qualificazioni agli Europei Under-21, con anche 4 gol segnati, oltre a 3 presenze con un gol segnato nella fase a gironi degli Europei Under-21 del 2013; ha inoltre raccolto una presenza con la nazionale maggiore, il 6 novembre 2012, in una partita amichevole pareggiata per 2-2 contro gli Stati Uniti d'America.

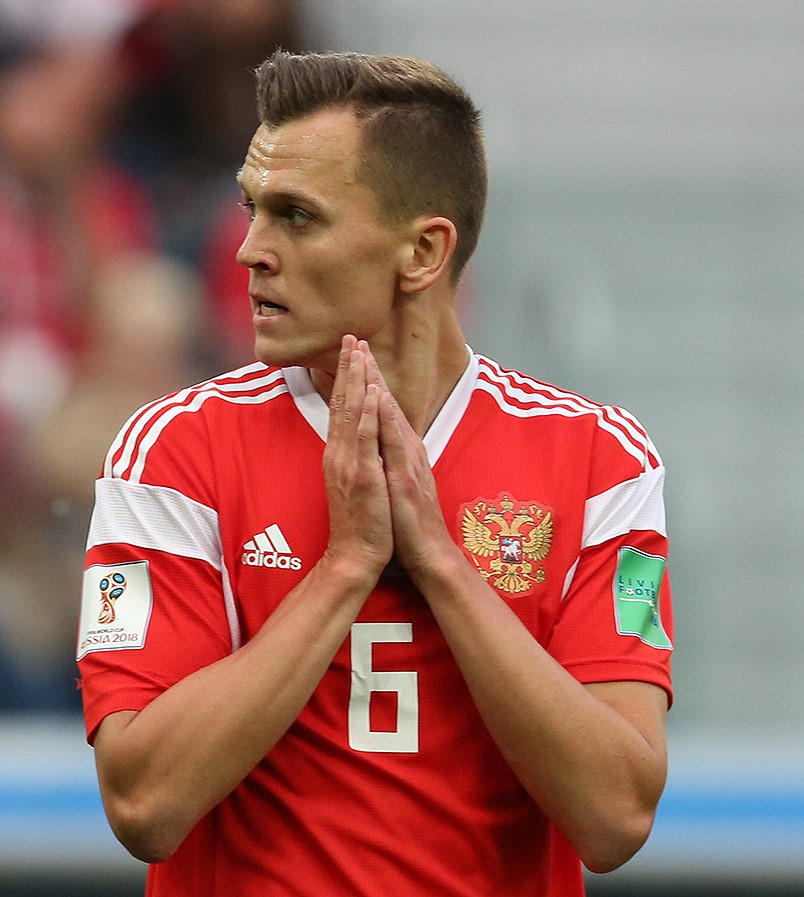
Čeryšev con la nazionale russa durante il.

Viene convocato per i Mondiali 2018 giocati in casa; il 14 giugno 2018 esordisce nella competizione subentrando al 23' all'infortunato Alan Dzagoev e mettendo a segno i suoi primi gol con la maglia della nazionale maggiore segnando una doppietta nel 5-0 contro l'Arabia Saudita. Si ripete nella partita successiva dove segna il gol del provvisorio 2-0 nella sfida vinta per 3-1 contro l'Egitto. Nella sfida successiva persa per 3-0 contro l'Uruguay, segna invece un autogoal deviando di stinco nella sua porta un tiro da fuori di Diego Laxalt. Il 1º luglio 2018, dopo il clamoroso 1-1 ottenuto dalla Russia dopo i tempi supplementari, segna il rigore della vittoria che permette alla nazionale russa di battere la Spagna 4-3 consentendo la qualificazione ai quarti di finale. Nei quarti Čeryšev trova per la quarta volta la via del gol, segnando la rete del provvisorio 1-0 nella gara pareggiata 2-2 e poi persa ai rigori contro la Croazia. Solo Oleg Salenko ha segnato più gol di lui con la selezione russa in una competizione (6 nel 1994, a fronte dei 4 di Čeryšev).

## Statistiche

### Presenze e reti nei club
Statistiche aggiornate al 1º luglio 2025.
| Stagione             | Squadra              | Campionato           | Campionato | Campionato | Coppe nazionali | Coppe nazionali | Coppe nazionali | Coppe continentali | Coppe continentali | Coppe continentali | Altre coppe | Altre coppe | Altre coppe | Totale | Totale |
| Stagione             | Squadra              | Comp                 | Pres       | Reti       | Comp            | Pres            | Reti            | Comp               | Pres               | Reti               | Comp        | Pres        | Reti        | Pres   | Reti   |
| -------------------- | -------------------- | -------------------- | ---------- | ---------- | --------------- | --------------- | --------------- | ------------------ | ------------------ | ------------------ | ----------- | ----------- | ----------- | ------ | ------ |
| 2008-2009            | Real Madrid B        | SDB                  | 9          | 0          | -               | -               | -               | -                  | -                  | -                  | -           | -           | -           | 9      | 0      |
| 2009-2010            | Real Madrid B        | SDB                  | -          | -          | -               | -               | -               | -                  | -                  | -                  | -           | -           | -           | 0      | 0      |
| 2010-2011            | Real Madrid B        | SDB                  | 30+2       | 3+0        | -               | -               | -               | -                  | -                  | -                  | -           | -           | -           | 32     | 3      |
| 2011-2012            | Real Madrid B        | SDB                  | 31+3       | 8+0        | -               | -               | -               | -                  | -                  | -                  | -           | -           | -           | 34     | 8      |
| 2012-2013            | Real Madrid B        | SD                   | 34         | 11         | -               | -               | -               | -                  | -                  | -                  | -           | -           | -           | 34     | 11     |
| Totale Real Madrid B | Totale Real Madrid B | Totale Real Madrid B | 104+5      | 22         |                 | -               | -               |                    | -                  | -                  |             | -           | -           | 109    | 22     |
| 2012-2013            | Real Madrid          | PD                   | -          | -          | CR              | 1               | 0               | UCL                | 0                  | 0                  | SS          | -           | -           | 1      | 0      |
| 2013-2014            | Siviglia             | PD                   | 4          | 0          | CR              | -               | -               | UEL                | 1                  | 0                  | -           | -           | -           | 5      | 0      |
| 2014-2015            | Villareal            | PD                   | 26         | 4          | CR              | 6               | 1               | UEL                | 8                  | 2                  | -           | -           | -           | 40     | 7      |
| 2015-gen. 2016       | Real Madrid          | PD                   | 2          | 0          | CR              | 1               | 1               | UCL                | 3                  | 0                  | -           | -           | -           | 6      | 1      |
| Totale Real Madrid   | Totale Real Madrid   | Totale Real Madrid   | 2          | 0          |                 | 2               | 1               |                    | 3                  | 0                  |             | 0           | 0           | 7      | 1      |
| gen.-giu. 2016       | Valencia             | PD                   | 7          | 3          | CR              | 1               | 0               | UCL+UEL            | 0                  | 0                  | -           | -           | -           | 8      | 3      |
| 2016-2017            | Villarreal           | PD                   | 11         | 0          | CR              | 1               | 0               | UCL+UEL            | 0+6                | 0                  | -           | -           | -           | 18     | 0      |
| 2017-2018            | Villarreal           | PD                   | 24         | 2          | CR              | 3               | 1               | UEL                | 5                  | 1                  | -           | -           | -           | 32     | 4      |
| Totale Villarreal    | Totale Villarreal    | Totale Villarreal    | 61         | 6          |                 | 10              | 2               |                    | 19                 | 3                  |             | -           | -           | 90     | 11     |
| 2018-2019            | Valencia             | PD                   | 27         | 2          | CR              | 7               | 1               | UCL+UEL            | 3+4                | 0+1                | -           | -           | -           | 41     | 4      |
| 2019-2020            | Valencia             | PD                   | 24         | 1          | CR              | -               | -               | UCL                | 6                  | 2                  | SS          | 1           | 0           | 31     | 3      |
| 2020-2021            | Valencia             | PD                   | 21         | 0          | CR              | 1               | 0               | -                  | -                  | -                  | -           | -           | -           | 22     | 0      |
| 2021-2022            | Valencia             | PD                   | 17         | 0          | CR              | 3               | 1               | -                  | -                  | -                  | -           | -           | -           | 20     | 1      |
| Totale Valencia      | Totale Valencia      | Totale Valencia      | 96         | 6          |                 | 12              | 2               |                    | 13                 | 3                  |             | 1           | 0           | 122    | 11     |
| set. 2022-2023       | Venezia              | B                    | 23+1       | 4+0        | CI              | 0               | 0               | -                  | -                  | -                  | -           | -           | -           | 24     | 4      |
| 2023-2024            | Venezia              | B                    | 9          | 0          | CI              | 1               | 0               | -                  | -                  | -                  | -           | -           | -           | 10     | 0      |
| Totale Venezia       | Totale Venezia       | Totale Venezia       | 32+1       | 4          |                 | 1               | 0               |                    | -                  | -                  |             | -           | -           | 34     | 4      |
| 2024-2025            | Paniōnios            | SL2                  | 15+6       | 1+1        | CG              | 3               | 3               | -                  | -                  | -                  | -           | -           | -           | 24     | 5      |
| Totale carriera      | Totale carriera      | Totale carriera      | 314+12     | 39+1       |                 | 28              | 8               |                    | 36                 | 6                  |             | 1           | 0           | 391    | 54     |

### Cronologia presenze e reti in nazionale
| Cronologia completa delle presenze e delle reti in nazionale ― Russia | Cronologia completa delle presenze e delle reti in nazionale ― Russia | Cronologia completa delle presenze e delle reti in nazionale ― Russia | Cronologia completa delle presenze e delle reti in nazionale ― Russia | Cronologia completa delle presenze e delle reti in nazionale ― Russia | Cronologia completa delle presenze e delle reti in nazionale ― Russia | Cronologia completa delle presenze e delle reti in nazionale ― Russia | Cronologia completa delle presenze e delle reti in nazionale ― Russia |
| Data                                                                  | Città                                                                 | In casa                                                               | Risultato                                                             | Ospiti                                                                | Competizione                                                          | Reti                                                                  | Note                                                                  |
| --------------------------------------------------------------------- | --------------------------------------------------------------------- | --------------------------------------------------------------------- | --------------------------------------------------------------------- | --------------------------------------------------------------------- | --------------------------------------------------------------------- | --------------------------------------------------------------------- | --------------------------------------------------------------------- |
| 14-11-2012                                                            | Krasnodar                                                             | Russia                                                                | 2 – 2                                                                 | Stati Uniti                                                           | Amichevole                                                            | -                                                                     | 80’                                                                   |
| 14-8-2013                                                             | Belfast                                                               | Irlanda del Nord                                                      | 1 – 0                                                                 | Russia                                                                | Qual. Mondiali 2014                                                   | -                                                                     | 83’                                                                   |
| 3-9-2014                                                              | Chimki                                                                | Russia                                                                | 4 – 0                                                                 | Azerbaigian                                                           | Amichevole                                                            | -                                                                     | 82’                                                                   |
| 8-9-2014                                                              | Chimki                                                                | Russia                                                                | 4 – 0                                                                 | Liechtenstein                                                         | Qual. Euro 2016                                                       | -                                                                     |                                                                       |
| 12-10-2014                                                            | Mosca                                                                 | Russia                                                                | 1 – 1                                                                 | Moldavia                                                              | Qual. Euro 2016                                                       | -                                                                     | 62’                                                                   |
| 15-11-2014                                                            | Vienna                                                                | Austria                                                               | 1 – 0                                                                 | Russia                                                                | Qual. Euro 2016                                                       | -                                                                     | 54’                                                                   |
| 18-11-2014                                                            | Budapest                                                              | Ungheria                                                              | 1 – 2                                                                 | Russia                                                                | Amichevole                                                            | -                                                                     | 46’                                                                   |
| 12-10-2015                                                            | Mosca                                                                 | Russia                                                                | 2 – 0                                                                 | Montenegro                                                            | Qual. Euro 2016                                                       | -                                                                     | 86’                                                                   |
| 17-11-2015                                                            | Rostov sul Don                                                        | Russia                                                                | 1 – 3                                                                 | Croazia                                                               | Amichevole                                                            | -                                                                     | 70’                                                                   |
| 27-3-2018                                                             | San Pietroburgo                                                       | Russia                                                                | 1 – 3                                                                 | Francia                                                               | Amichevole                                                            | -                                                                     | 83’                                                                   |
| 30-5-2018                                                             | Innsbruck                                                             | Austria                                                               | 1 – 0                                                                 | Russia                                                                | Amichevole                                                            | -                                                                     | 64’                                                                   |
| 14-6-2018                                                             | Mosca                                                                 | Russia                                                                | 5 – 0                                                                 | Arabia Saudita                                                        | Mondiali 2018 - 1º turno                                              | 2                                                                     | 24’                                                                   |
| 19-6-2018                                                             | San Pietroburgo                                                       | Russia                                                                | 3 – 1                                                                 | Egitto                                                                | Mondiali 2018 - 1º turno                                              | 1                                                                     | 74’                                                                   |
| 25-6-2018                                                             | Samara                                                                | Uruguay                                                               | 3 – 0                                                                 | Russia                                                                | Mondiali 2018 - 1º turno                                              | -                                                                     | 38’                                                                   |
| 1-7-2018                                                              | Mosca                                                                 | Spagna                                                                | 1 – 1 dts (3 – 4 dtr)                                                 | Russia                                                                | Mondiali 2018 - Ottavi di finale                                      | -                                                                     | 61’                                                                   |
| 7-7-2018                                                              | Soči                                                                  | Russia                                                                | 2 – 2 dts (3 – 4 dtr)                                                 | Croazia                                                               | Mondiali 2018 - Quarti di finale                                      | 1                                                                     | 67’                                                                   |
| 6-9-2018                                                              | Trebisonda                                                            | Turchia                                                               | 1 – 2                                                                 | Russia                                                                | UEFA Nations League 2018-2019 - 1º turno                              | 1                                                                     | 79’                                                                   |
| 10-9-2018                                                             | Rostov sul Don                                                        | Russia                                                                | 5 – 1                                                                 | Rep. Ceca                                                             | Amichevole                                                            | -                                                                     | 80’                                                                   |
| 11-10-2018                                                            | Kaliningrad                                                           | Russia                                                                | 0 – 0                                                                 | Svezia                                                                | UEFA Nations League 2018-2019 - 1º turno                              | -                                                                     | 87’                                                                   |
| 14-10-2018                                                            | Soči                                                                  | Russia                                                                | 2 – 0                                                                 | Turchia                                                               | UEFA Nations League 2018-2019 - 1º turno                              | 1                                                                     | 71’                                                                   |
| 21-3-2019                                                             | Bruxelles                                                             | Belgio                                                                | 3 – 1                                                                 | Russia                                                                | Qual. Euro 2020                                                       | 1                                                                     | 64’                                                                   |
| 24-3-2019                                                             | Astana                                                                | Kazakistan                                                            | 0 – 4                                                                 | Russia                                                                | Qual. Euro 2020                                                       | 2                                                                     | 70’                                                                   |
| 9-9-2019                                                              | Kaliningrad                                                           | Russia                                                                | 1 – 0                                                                 | Kazakistan                                                            | Qual. Euro 2020                                                       | -                                                                     | 55’                                                                   |
| 10-10-2019                                                            | Mosca                                                                 | Russia                                                                | 4 – 0                                                                 | Scozia                                                                | Qual. Euro 2020                                                       | -                                                                     | 66’                                                                   |
| 13-10-2019                                                            | Nicosia                                                               | Cipro                                                                 | 0 – 5                                                                 | Russia                                                                | Qual. Euro 2020                                                       | 2                                                                     |                                                                       |
| 8-10-2020                                                             | Mosca                                                                 | Russia                                                                | 1 – 2                                                                 | Svezia                                                                | Amichevole                                                            | -                                                                     | 61’                                                                   |
| 11-10-2020                                                            | Mosca                                                                 | Russia                                                                | 1 – 1                                                                 | Turchia                                                               | UEFA Nations League 2020-2021 - 1º turno                              | -                                                                     | 59’                                                                   |
| 12-11-2020                                                            | Chișinău                                                              | Moldavia                                                              | 0 – 0                                                                 | Russia                                                                | Amichevole                                                            | -                                                                     |                                                                       |
| 15-11-2020                                                            | Istanbul                                                              | Turchia                                                               | 3 – 2                                                                 | Russia                                                                | UEFA Nations League 2020-2021 - 1º turno                              | 1                                                                     | 37’                                                                   |
| 18-11-2020                                                            | Belgrado                                                              | Serbia                                                                | 5 – 0                                                                 | Russia                                                                | UEFA Nations League 2020-2021 - 1º turno                              | -                                                                     | 72’                                                                   |
| 12-6-2021                                                             | San Pietroburgo                                                       | Belgio                                                                | 3 – 0                                                                 | Russia                                                                | Euro 2020 - 1º turno                                                  | -                                                                     | 30’ 63’                                                               |
| 1-9-2021                                                              | Mosca                                                                 | Russia                                                                | 0 – 0                                                                 | Croazia                                                               | Qual. Mondiali 2022                                                   | -                                                                     | 70’ 90+3’                                                             |
| 4-9-2021                                                              | Nicosia                                                               | Cipro                                                                 | 0 – 2                                                                 | Russia                                                                | Qual. Mondiali 2022                                                   | -                                                                     | 46’                                                                   |
| Totale                                                                |                                                                       | Presenze                                                              | 33                                                                    |                                                                       | Reti                                                                  | 12                                                                    |                                                                       |

## Palmarès

### Club

#### Competizioni nazionali
- Segunda División B: 1

Real Madrid Castilla: 2011-2012
- Coppa di Spagna: 1

Valencia: 2018-2019

#### Competizioni internazionali
- UEFA Europa League: 1

Siviglia: 2013-2014